# Städtisches Gymnasium Ochtrup
Das Städtische Gymnasium Ochtrup ist ein Gymnasium im westfälischen Ochtrup, das im Jahr 1968 gegründet wurde.

## Unterricht
Heute (Stand 2022) werden 663 Schülerinnen und Schüler am Städtischen Gymnasium Ochtrup unterrichtet.

## Partnerschaften
Das Städtische Gymnasium unterhält Partnerschaften zu Schulen aus Europa und den USA:
- Collège Privé Saint-Robert in Merville/Département Nord/Frankreich
- North Country Union High School in Newport in Vermont/Vereinigte Staaten
- Liceum Ogólnoksztatace im. Tadeusza Kosciuski in Wieluń/Polen

## Geschichte
Das Gymnasium wurde 1968 gegründet.